# Eva Le Gallienne
Eva Le Gallienne (ur. 11 stycznia 1899 w Londynie, zm. 3 czerwca 1991 w Weston) − amerykańska aktorka, producentka, reżyserka teatralna, scenarzystka i pisarka. Była nominowana do Oscara za rolę drugoplanową w filmie Zmartwychwstanie (1980).

## Życiorys
Była córką Richarda Le Gallienne'a, angielskiego poety o francuskich korzeniach, i Julie Norregard, duńskiej dziennikarki. Rodzice Evy zdecydowali się na separację, gdy ta miała trzy lata. Dzieciństwo Eva spędziła między Paryżem a Anglią. W 1914 w wieku piętnastu lat zadebiutowała w sztuce Maurice’a Maeterlincka Monna Vanna.
Następnego roku Le Gallienne wyjechała do Nowego Jorku, a następnie w stanach Arizona i Kalifornia grywała w wystawianych sztukach. Później podróżowała po Europie, by znowu powrócić do Nowego Jorku, gdzie otrzymała angaż na Broadwayu. Wystąpiła w sztukach Arthura Richmana Not So Long Ago (1920) i Ferenca Molnára Liliom (1921).

### Związki
Eva Le Gallienne była lesbijką, choć nigdy tego publicznie nie oświadczyła, gdyż uważała, że to jej prywatna sprawa. Przyjaźniła się z innymi aktorkami lesbijkami (Tallulah Bankhead, Blyth Daly).
W 1918 w Hollywood wybuchł skandal homoseksualny z aktorką Ałłą Nazimovą w roli głównej. Nazimova przyznała, że była w związku z Le Gallienne, z Tallulah Bankhead i Laurette Taylor.
W 1920 poetka Mercedes de Acosta również oświadczyła, że była związana z Evą, ale też z Gretą Garbo i Isadorą Duncan.
W 1927 związała się z aktorką Josephine Hutchinson, która była zamężna. Mąż Hutchinson wniósł o rozwód. W tym okresie Le Gallienne zaczęła nadużywać alkoholu. Kilka miesięcy później wystąpiła w sztuce autorstwa Emily Dickinson Alisons House.

### Późniejsza kariera
6 października 1928 na deskach teatru Le Gallienne wystąpiła w tytułowej roli Piotrusia Pana. W 1929 w czasie wielkiego kryzysu Le Gallienne zaczęła kierować National Theater Division w ramach programu Works Progress Administration prezydenta Franklina D. Roosevelta, który miał za zadanie zatrudniać bezrobotnych. Le Gallienne wyszukiwała talenty, aby kształcić ich na aktorów.
W latach 30. Le Gallienne, wraz ze swoją partnerką reżyserką Margaret Webster i producentką Cheryl Crawford, otwarła teatr American Repertory Theater. Jednym z największych sukcesów teatru była sztuka Mary Stuart. W 1964 Eva otrzymała specjalną Nagrodę Tony za całokształt twórczości zawodowej. W 1980 wystąpiła w filmie Zmartwychwstanie w roli nadopiekuńczej babci Pearl. Eva została nominowana do Oscara za najlepszą rolę drugoplanową. Cztery lata wcześniej zdobyła nagrodę Emmy za drugoplanowy występ w miniserialu The Royal Family.
W 1986 otrzymała Narodowy Medal Sztuk za szczególne zasługi dla rozwoju sztuki.
Eva Le Gallienne zmarła śmiercią naturalną w wieku dziewięćdziesięciu dwóch lat w swoim domu w Connecticut.

## Nagrody
W 1964 roku zdobyła Tony Award za całokształt twórczości. W 1978 roku otrzymała nagrodę Emmy dla najlepszej aktorki drugoplanowej w miniserialu lub filmie telewizyjnym za produkcję The Royal Family.